# Хантли (тауншип, Миннесота)
Хантли (англ. Huntly) — тауншип в округе Маршалл, Миннесота, США. На 2000 год его население составило 68 человек.

## География
По данным Бюро переписи населения США площадь тауншипа составляет 94,8 км², из которых 93,3 км² занимает суша, а 1,5 км² — вода (1,56 %).

## Демография
По данным переписи населения 2000 года здесь находились 68 человек, 32 домохозяйства и 20 семей. Плотность населения —  0,7 чел./км². На территории тауншипа расположено 49 построек со средней плотностью 0,5 построек на один квадратный километр. Расовый состав населения: 98,53 % белых и 1,47 % приходится на две или более других рас.
Из 32 домохозяйств в 18,8 % воспитывались дети до 18 лет, в 59,4 % проживали супружеские пары, в 6,3 % проживали незамужние женщины и в 34,4 % домохозяйств проживали несемейные люди. 34,4 % домохозяйств состояли из одного человека, при том 18,8 % из — одиноких пожилых людей старше 65 лет. Средний размер домохозяйства — 2,13, а семьи — 2,71 человека.
17,6 % населения младше 18 лет, 7,4 % в возрасте от 18 до 24 лет, 26,5 % от 25 до 44, 26,5 % от 45 до 64 и 22,1 % старше 65 лет. Средний возраст — 44 года. На каждые 100 женщин приходилось 126,7 мужчин. На каждые 100 женщин старше 18 приходилось 124 мужчины.
Средний годовой доход домохозяйства составлял 25 750 долларов, а средний годовой доход семьи —  34 375 долларов. Средний доход мужчин —  18 750  долларов, в то время как у женщин — 13 125. Доход на душу населения составил 11 968 долларов. За чертой бедности не находилась ни одна семья и 4,1 % всего населения тауншипа, из которых 11,1 % старше 65 лет.